# Diocesi di Antarado
La diocesi di Antarado (in latino Dioecesis Antaradiensis) è una sede soppressa del patriarcato di Antiochia e una sede titolare della Chiesa cattolica.

## Storia
Antarado, corrispondente alla città portuale di Tartus nell'odierna Siria, è un'antica sede vescovile della provincia romana della Fenicia Prima nella diocesi civile d'Oriente. Faceva parte del patriarcato di Antiochia ed era suffraganea dell'arcidiocesi di Tiro, come attestato da una Notitia episcopatuum del VI secolo.
La città, a partire dalla metà del IV secolo, prese anche il nome di Constantia, in onore dell'imperatore Costanzo II. Nelle fonti ecclesiastiche dell'epoca, i vescovi alternavano il titolo di Antarado con quello di Costanza. Inoltre, non di rado, i vescovi avevano annesso anche il titolo di vescovi di Arado, vescovato che si trovava sull'isola omonima a pochi chilometri da Antarado, indizio che le due sedi, per un certo periodo, erano state unite.
Il primo vescovo noto di Antarado è Carterio, che visse al tempo di Costantino I e fu espulso dalla sua sede dagli ariani. Mosé partecipò a Costantinopoli nel 415 alla consacrazione della cattedrale; è forse da identificare con Museo, che nel 431, durante il concilio di Efeso, si oppose alle sue decisioni; negli atti è indicato come vescovo di Arado e Antarado.
Nel sinodo di Antiochia del 445 era presente Paolo, vescovo di Arado e Antarado. L'occupazione della doppia sede fu dichiarata illegittima durante il concilio efesino del 449, che riconobbe Alessandro come unico e legittimo vescovo di Antarado. Nel concilio di Calcedonia del 451 i due vescovi erano presenti, Paolo come vescovo di Arado e Alessandro di Antarado.
Attico, nel 458, sottoscrisse come vescovo di Arado e Costanza la lettera dei vescovi della Fenicia Prima all'imperatore Leone in seguito all'uccisione del patriarca alessandrino Proterio. Ultimo vescovo conosciuto in epoca bizantina è Teodosio, che era già deceduto quando i vescovi della Fenicia Prima sottoscrissero la lettera sinodale al patriarca Giovanni di Costantinopoli contro Severo di Antiochia.
In epoca crociata, Antarado, conosciuta con il nome di Tartus o Tortosa, fu sede di una diocesi di rito latino, suffraganea dell'arcidiocesi latina di Tiro e sottomessa al patriarcato di Antiochia. I vescovi portavano anche i titoli di vescovi di Arado e di Maraclea (forse Raclea). Il 13 luglio 1295 papa Bonifacio VIII unì la sede di Tortosa con quella di Famagosta sull'isola di Cipro.
Dal 1933 Antarado è annoverata tra le sedi vescovili titolari della Chiesa cattolica; dal 16 giugno 2012 il vescovo titolare è Paul Rouhana, O.L.M., vescovo ausiliare di Joubbé, Sarba e Jounieh.

## Cronotassi

### Vescovi greci
- Carterio † (al tempo di Costantino I)
- Mosé † (menzionato nel 415)
- Museo † (menzionato nel 431) (episcopus Aradi et Antaradi)
- Paolo † (menzionato nel 445) (episcopus Aradi et Antaradi)
- Alessandro † (prima del 449 - dopo il 451)
- Attico † (menzionato nel 458) (episcopus Aradi et Constantiae)
- Teodosio † (? - 518 deceduto)

### Vescovi latini
- Pietro † (prima del 1163 - dopo il 1169)
- Bandino † (prima del 1200 - 23 dicembre 1226 deceduto)
- W. † (menzionato il 3 aprile 1237)
- Guglielmo I, O.P. † (prima del 1247 - 1263)
- Guglielmo II, O.F.M. † (menzionato il 9 aprile 1263)
- Bartolomeo † (prima del 1278 - dopo il 3 agosto 1282)

### Vescovi titolari
- Daniele, O.Carm. † (? - 26 gennaio 1337 deceduto)
- Antonio † (? deceduto)
- Giovanni de Crancewyk † (1º giugno 1401 - ?)
- Luciano † (? - circa 1409 deceduto)
- Daniele di Castagnolo, O.F.M. † (26 maggio 1412 - ? deceduto)
- Salomon Cardon, O.P. † (16 dicembre 1420 - ? deceduto)
- Andrea † (24 maggio 1451 - ? deceduto)
- Rolando dei conti di Rovescala † (prima del 1483 - dopo il 1488)[4]
- Benedict Varghese Gregorios Thangalathil, O.I.C. † (25 ottobre 1952 - 27 gennaio 1955 nominato arcieparca di Trivandrum)
- Julijonas Steponavičius  † (22 maggio 1955 - 10 marzo 1989 nominato arcivescovo di Vilnius)
- Paul Rouhana, O.L.M., dal 16 giugno 2012